# Distribució cinematogràfica
La distribució cinematogràfica és una fase de la producció de cinema situada entre la postproducció i l'exhibició. En aquesta el director o productors decideixen quants diners es destinen al marketing, com s'exhibirà la pel·lícula (cinema, plataformes online, programes de televisió, descàrrega, Streaming, etc.), el número de còpies que es produiran, etc.
Dins dels paràmetres amb els quals les empreses poden gestionar la distribució de les pel·lícules destaquen el com i l'on es duu a terme. Com es fa la distribució depèn de diversos factors: les dimensions de les distribuïdores afecten al seu abast (on), a més que aquest factor sol estar relacionat amb l'estructura empresarial i la seva solidesa. En conseqüència, això influencia la capacitat financera de l'empresa de la qual dependran els resultats del producte audiovisual però també la publicitat que se'n pot fer, on es pot publicar, etc. Aquest darrer tema s'explica millor a l'apartat Models de negoci i actors al mercat europeu.
On es fa la distribució depèn de l'abast geogràfic i target de la pel·lícula si en té. Tradicionalment, l'estrena i principal via de consum dels productes audiovisuals era mitjançant sales de cinema o venda en DVD, fent que la visualització d'aquests tingués un caire molt més social. En l'actualitat però, la creixent innovació en les tecnologies i abaratiment dels preus ha facilitat noves cies de consum. Plataformes digitals com ara Netflix, HBO o Filmin destaquen per la gran varietat de pel·lícules i sèries, augmentant anualment el nombre de consumidors. Aquest és un factor que ha influenciat notablement en l'èxit a taquilla de produccions de procedència diversa, com és el cas de la producció espanyola. Aquest darrer tema s'explica amb més detenció a l'apartat Models de negoci i actors al mercat europeu.

## Distribuïdores

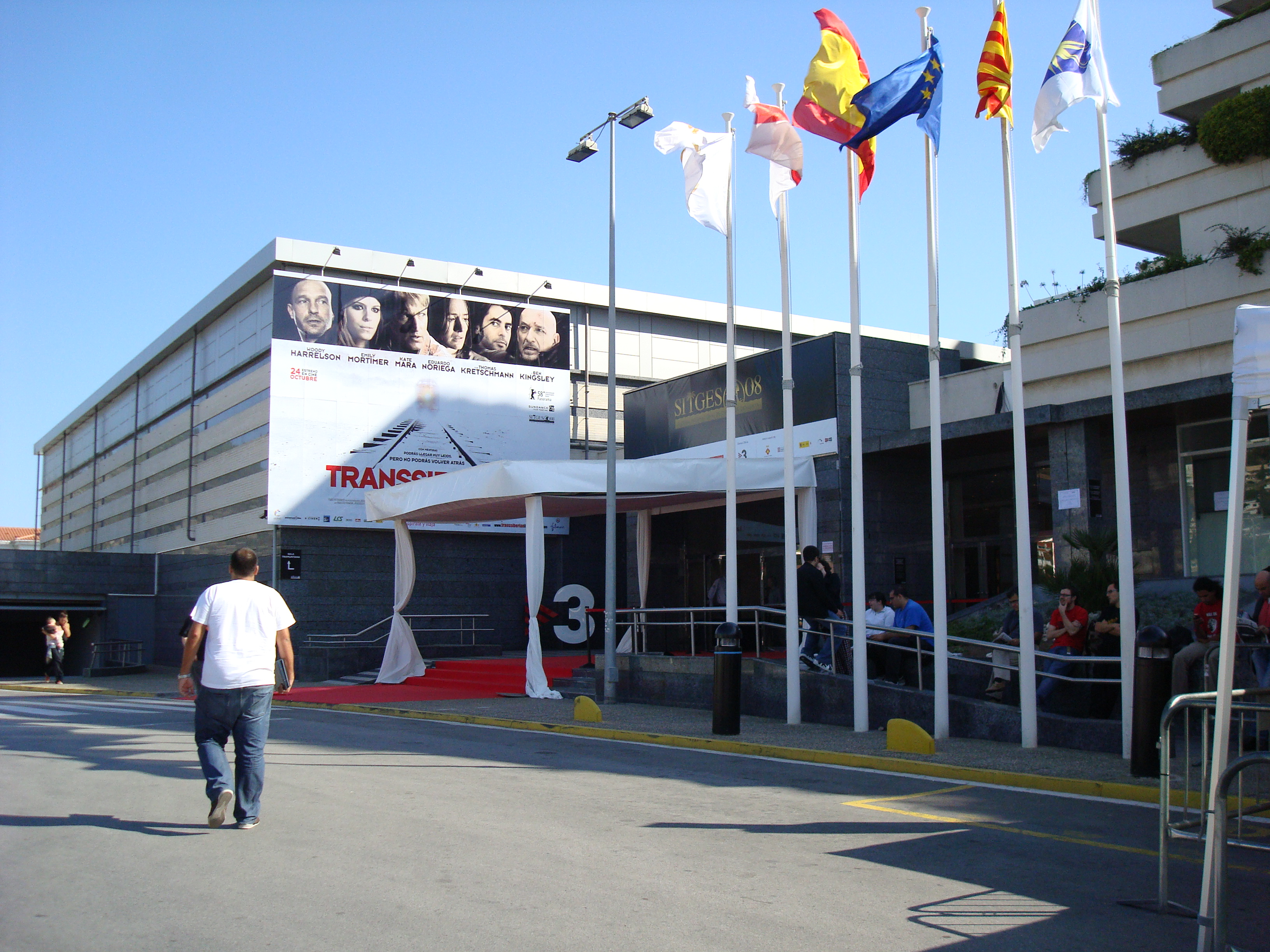
Festival Internacional de Cinema Fantàstic de Catalunya o Sitges Film Festival

Les distribuïdores cinematogràfiques són aquelles empreses que es dediquen a posar el producte audiovisual a disposició de l'audiència, seguint les indicacions de la productora d'aquest. Per tant, cal que tinguin en compte la seva influència en el públic a l'hora d'utilitzar una estratègia o una altra. És a dir, les distribuïdores tenen una influència cultural significativa en el territori on intervenen. Així com també hi ha factors del mateix territori que poden condicionar la selecció i distribució de productes audiovisuals. Un dels criteris que també poden fer servir a l'hora de decidir quines pel·lícules mostrar, com i on, és a partir de la influència dels festivals de cinema. En el cas de Catalunya destaca a nivell internacional el Festival Internacional de Cinema Fantàstic de Catalunya o Sitges Film Festival on predomina el cinema fantàstic i de terror.
El paper de les distribuïdores es basa en tres àmbits d'actuació: 
- Financer: reserva de drets, duplicació de còpies, etc.
- Promocional: selecció de la data de publicació, operacions en relació amb la premsa, elaboració d'anuncis publicitaris dins i fora de les sales de cinema, organització d'esdeveniments amb els equips de gravació, etc.
- Programació: negociació amb les sales de cinema, decisió sobre l'explotació de les pel·lícules, etc.

### Distribució territorial
En funció del territori on es decideixi distribuir el material audiovisual, variarà la seva explotació. Hi ha certs territoris que estan definits per fronteres lingüístiques o que per motius d'economies d'escala, el doblatge o la subtitulació resulta car. Podem distingir aquests territoris:
- Tres territoris a l'Amèrica del Nord: Estats Units, Canadà anglòfon, Canadà francès.
- Dins Europa, les fronteres dels territoris permeten més fluctuació: Europa francòfona amb la comunitat francesa de Bèlgica i França, Alemanya, Àustria, Suïssa, Països bàltics i dins el mateix apartat s'inclouen Rússia i Ucraïna.
- A Àsia, Hong Kong és un territori independent dins el pla cinematogràfic de la Xina continental, etc.

## Models de negoci i actors al mercat europeu
En l'actualitat el medi de distribució en auge és el digital ja que permet abastar un públic molt més ampli i divers, afavorint a les grans empreses en especial. Els models de negoci més recurrents són per tant:
- La quota de subscripció, que pretén una fidelització dels usuaris juntament amb una personalització del contingut gràcies als algoritmes de recomanació. A més a més hi ha una diferenciació de les empreses ja que s'ofereixen continguts Premium.
  - Els actors que destaquen en aquesta modalitat són Netflix, HBO, Hulu...
- Pagament per acte de compra o lloguer, l'anomenat pay-per-view. Es tracta d'un model que creix venent o llogant grans quantitats de contingut, tal com té lloc en l'economia d'escala
  - Destaquen els grups iTunes, Rakuten, Wuaki...
- Ingressos a canvi de l'atenció de l'audiència/volum de públic. Depèn del temps que hi inverteixen els usuaris o user engagement.
  - En són exemples Google mateix, Youtube, Facebook...

En els tres casos, es resta importància al consum de productes del mercat físic per passar a un consum a la llar, en alguns casos fins i tot a través de comunitats d'usuaris.